# Galluskirche (Brenz an der Brenz)

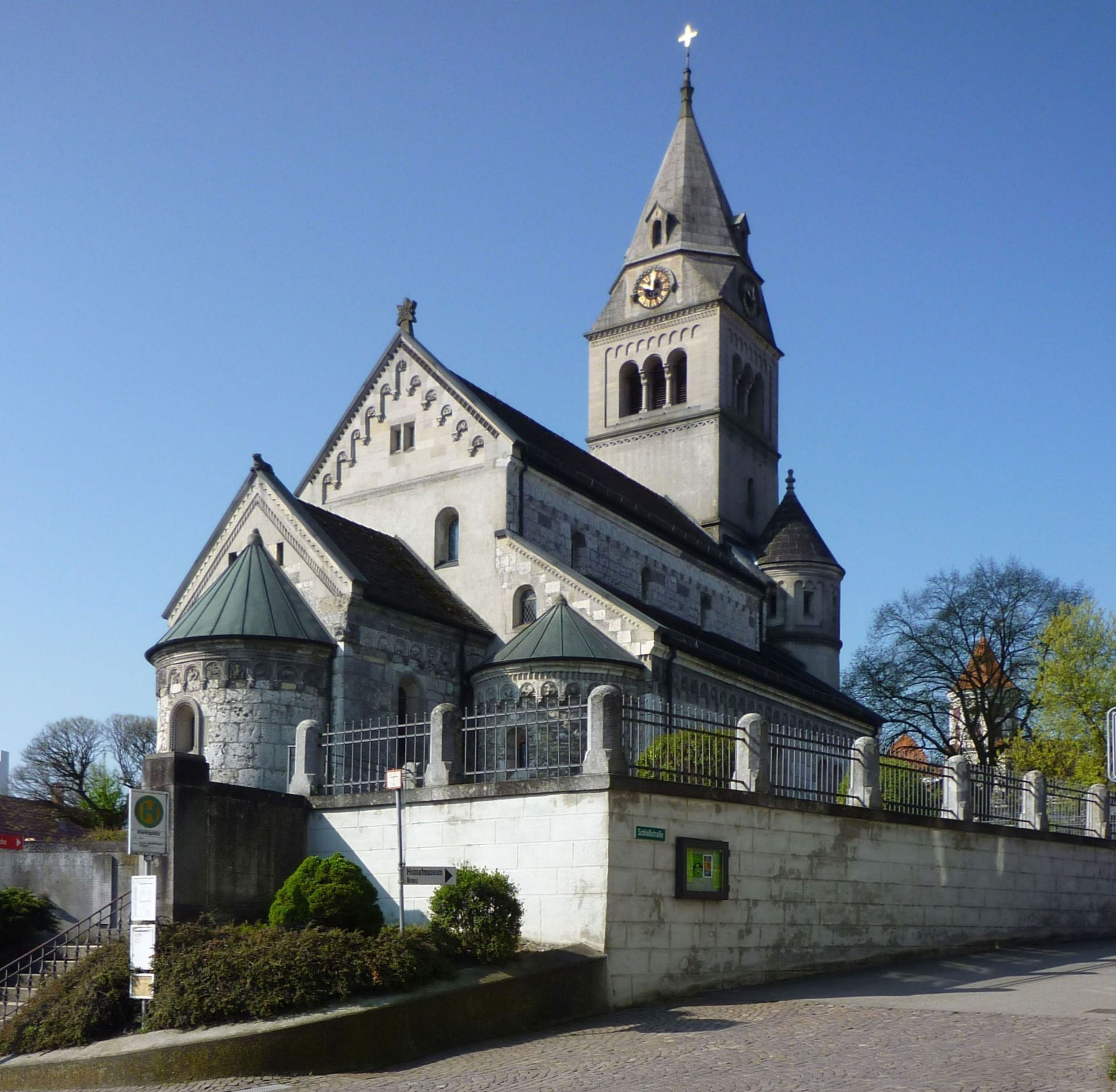
Ansicht von Nordosten

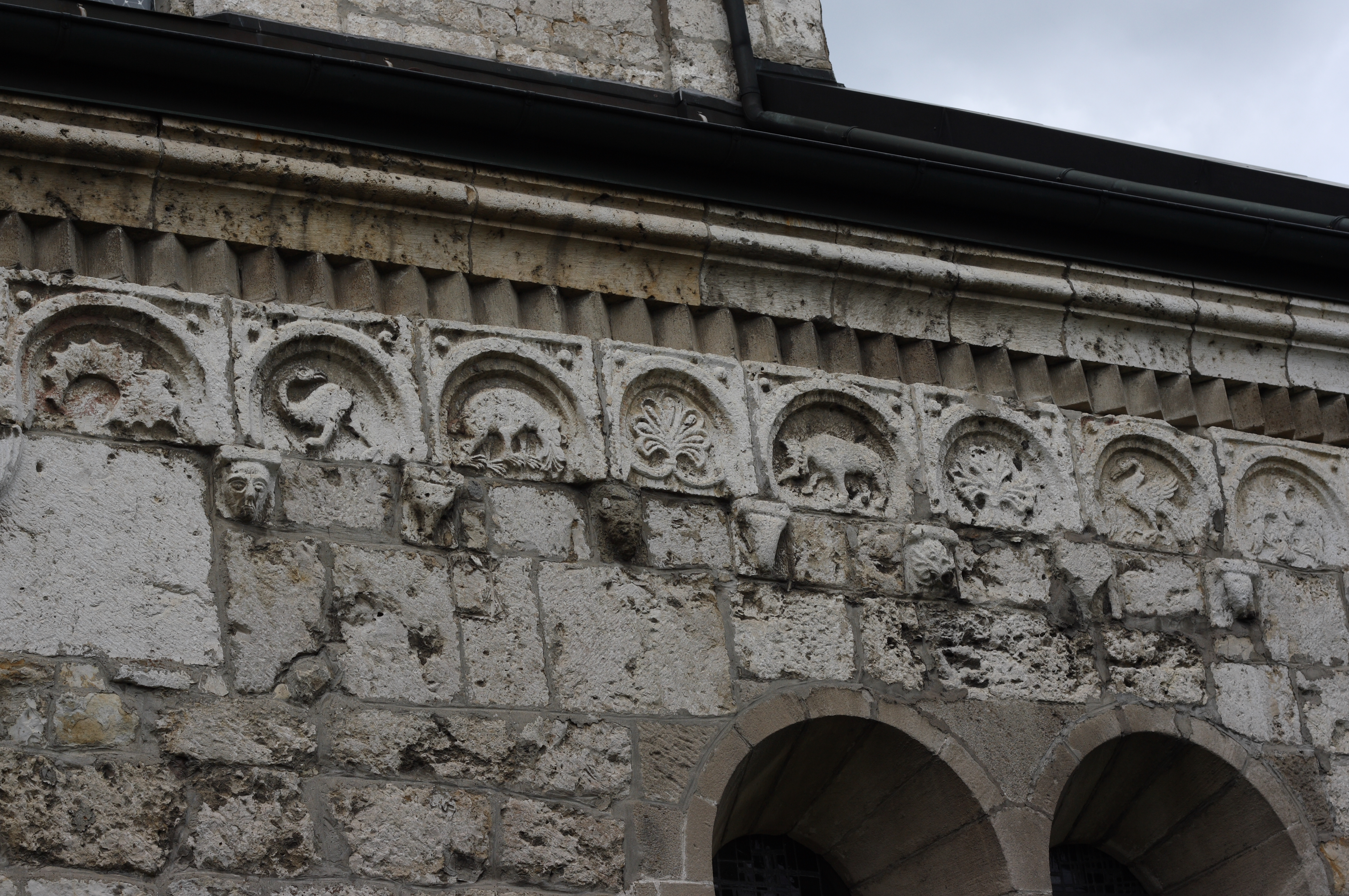
Bogenfries mit Reliefsteinen

Die evangelische Galluskirche in Brenz an der Brenz, einem Ortsteil von Sontheim an der Brenz im Landkreis Heidenheim in Baden-Württemberg, ist eine spätromanische Säulenbasilika aus der Wende vom 12. zum 13. Jahrhundert. Eine Besonderheit der Brenzer Galluskirche sind die fast den gesamten Außenbau umlaufenden Rundbogenfriese mit ihren Kopfkonsolen und Reliefsteinen.

## Geschichte
An der Stelle der heutigen Kirche wurde bereits um 650 eine Holzkirche mit lehmverstrichenen Flechtwerkwänden errichtet, auf deren Überreste man bei Ausgrabungen 1964/65 stieß. Diese erste Kirche aus merowingischer Zeit, bei der auch 20 Grabstellen freigelegt wurden, fiel einem Feuer zum Opfer. Sie war dreischiffig, 14 Meter lang und neun Meter breit.
Als man vermutlich um 720/30 die Kirche wiederaufbaute, entschied man sich für einen Steinbau, der mehr Dauerhaftigkeit versprach und der Brandgefahr durch Blitzschlag besser standhalten sollte. Das Baumaterial lieferten die römischen Ruinen. Bei den meisten der bis zu eineinhalb Meter in den Boden versenkten Fundamente konnte die römische Herkunft nachgewiesen werden. Von den Römern übernahmen die damaligen Baumeister auch verschiedene Techniken wie den fischgrätartigen Mauerverband des Opus spicatum. Teilweise wurde die neue Kirche auch auf bereits vorhandenen Grundmauern oder Kellern ehemaliger römischer Gebäude errichtet, die bei den Ausgrabungen nachgewiesen werden konnten.
Mit dem Jahr 746 und der Entmachtung des alemannischen Adels im Blutgericht zu Cannstatt wird auch der Übergang der Kirche von der einstigen Eigenkirche einer alemannischen Stifterfamilie in karolingisches Königsgut als Capella ad Prenza in Verbindung gebracht. Im Jahre 875 übertrug König Ludwig der Deutsche seinem Hofdiakon Liutbrand das Kloster Furentouua zusammen mit der Kirche in Brenz. In einer Urkunde von 895 bestätigte der ostfränkische König Arnulf die Schenkung der Kirche an die Benediktinerabtei St. Gallen, in dem Liutbrand Aufnahme gefunden hatte. Mit diesem weiteren Besitzerwechsel erhielt die Kirche das Patrozinium des heiligen Gallus, und es erfolgte – wohl auch nach einem Brand – der Umbau der Capella zu einer Doppelchoranlage.
Die heutige Säulenbasilika entstand an der Wende vom 12. zum 13. Jahrhundert. Sie war der unmittelbare Nachfolger einer nicht vollendeten Pfeilerbasilika, von der noch zwei achtkantige Stützen im westlichen Langhaus zeugen. Zu diesem Pfeilerbau von 1180/90 gehörte auch der romanische Westturm, der vollkommen im späteren Westwerk aufgegangen ist. Entgegen früheren Annahmen entstand das dreitürmige Westwerk zwischen 1631 und 1634 und ist dem Frühbarock zuzuordnen.
In den 1960er Jahren erfolgte eine Renovierung der Kirche. Die Kirche ist seit 1997 eine herausragende Sehenswürdigkeit an der Straße der Staufer.

## Architektur

### Außenbau
Das Gebäude ist aus unregelmäßigen Quadersteinen errichtet und teilweise verputzt. 

### Blendbogenfries
Unter den Traufgesimsen sämtlicher Dächer verläuft ein Blendbogenfries von fast 150 Metern Länge. Auf 172 Steinblöcken aus Weißem Jura und Kalktuff, die jeweils 0,60 Meter lang und 0,43 Meter breit sind, befinden sich Reliefdarstellungen mit Köpfen, Menschen, Tieren. 137 dieser Steinbilder sind original, die anderen wurden 1893/96 durch Sandsteinnachbildungen ersetzt.

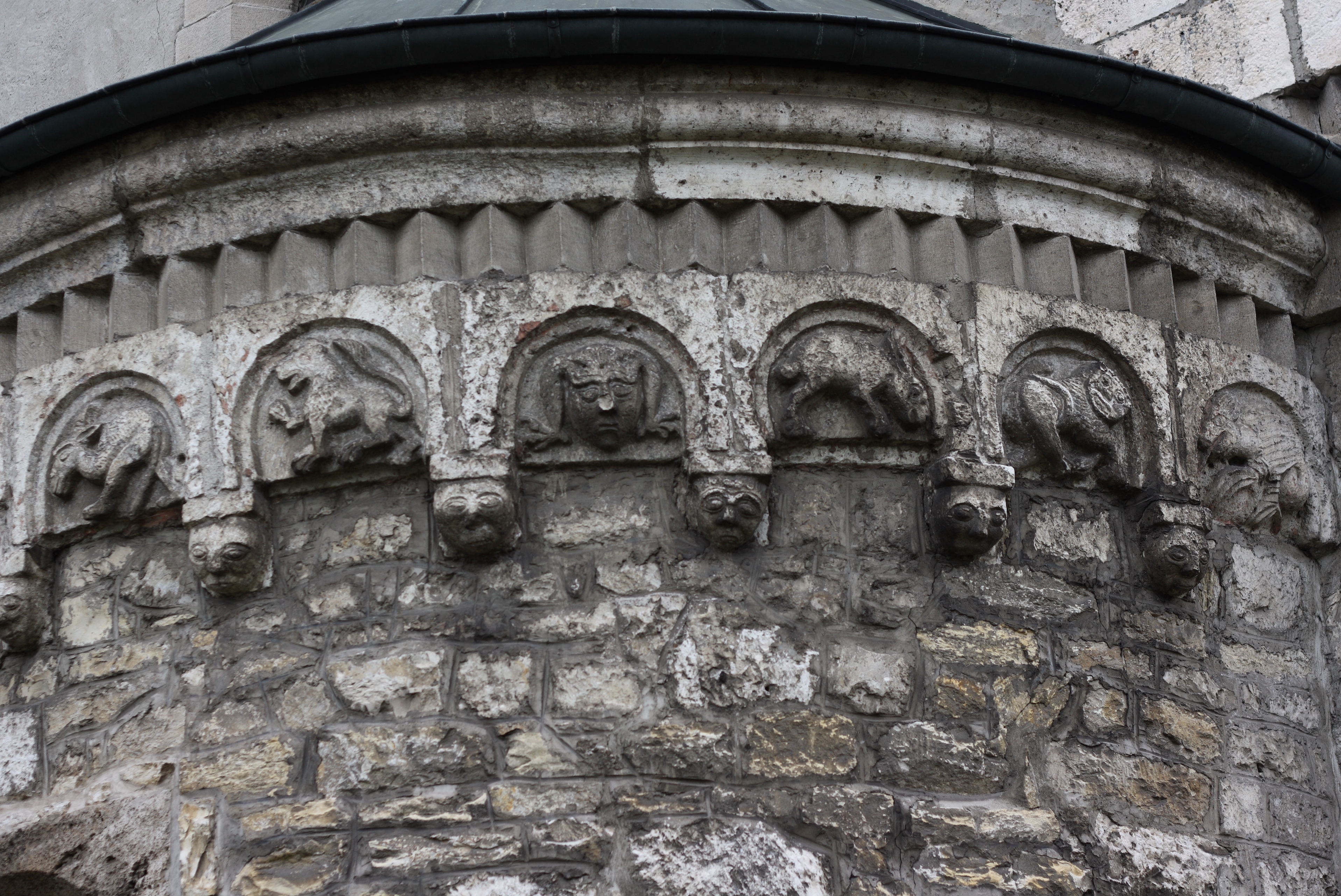
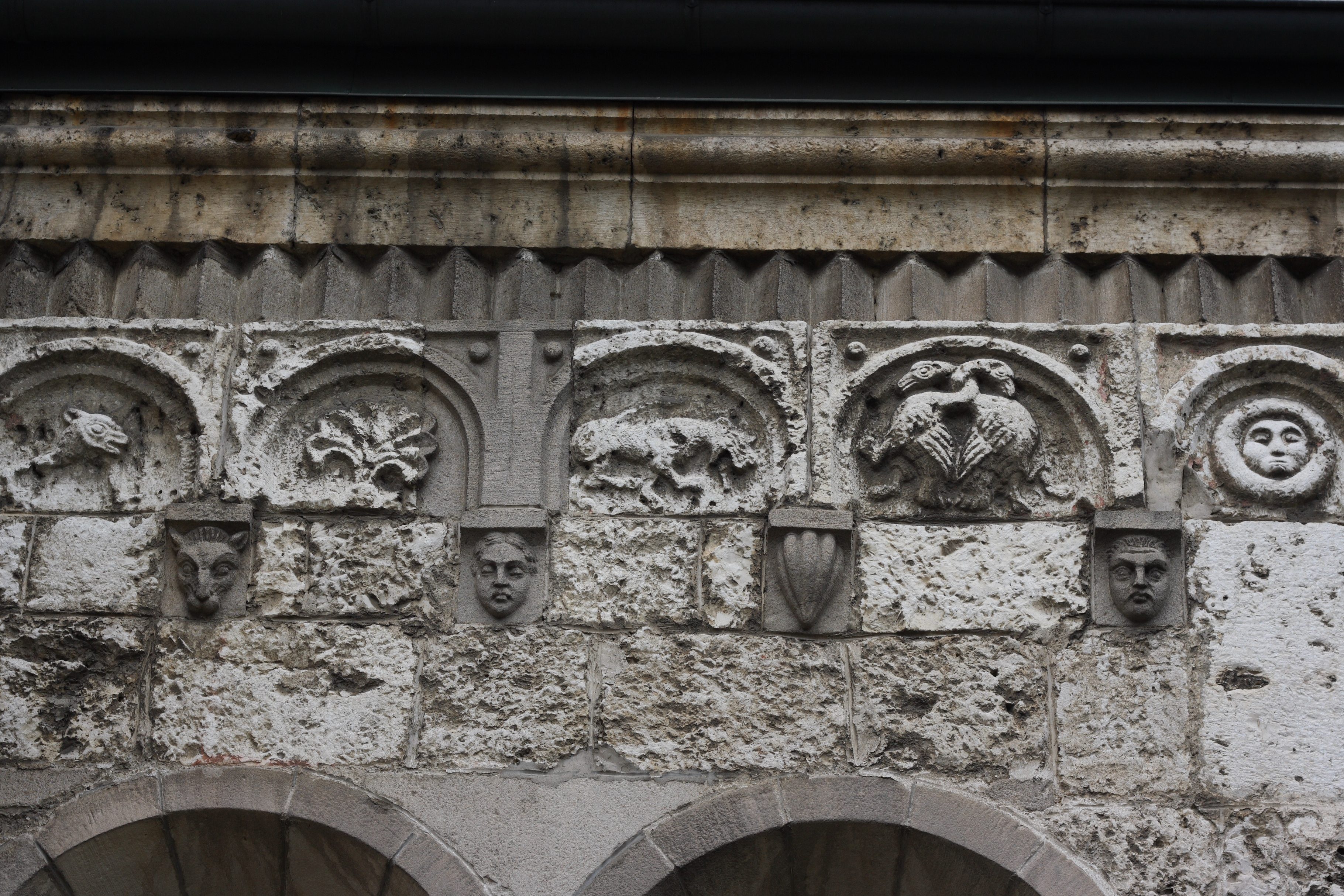
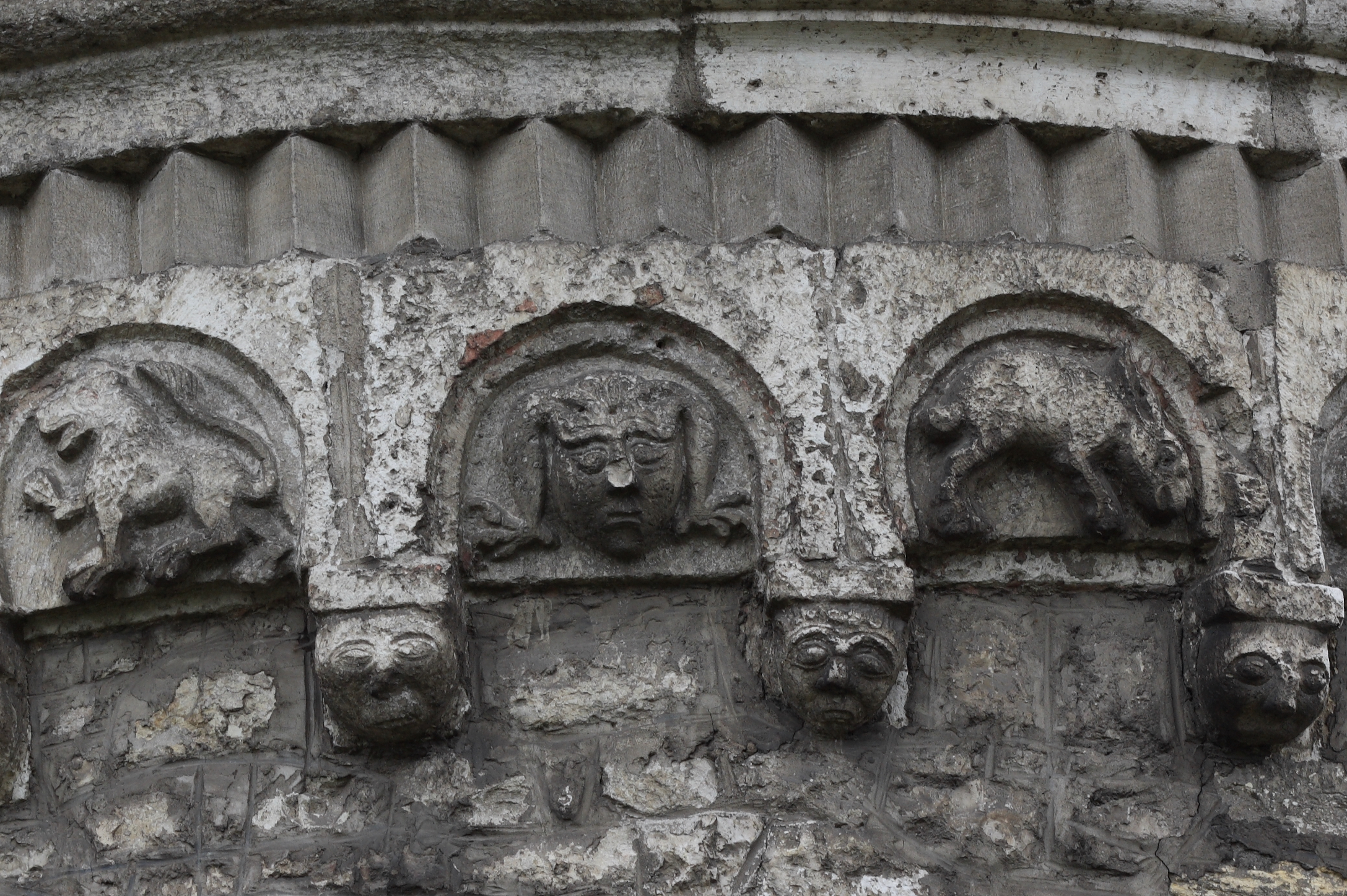
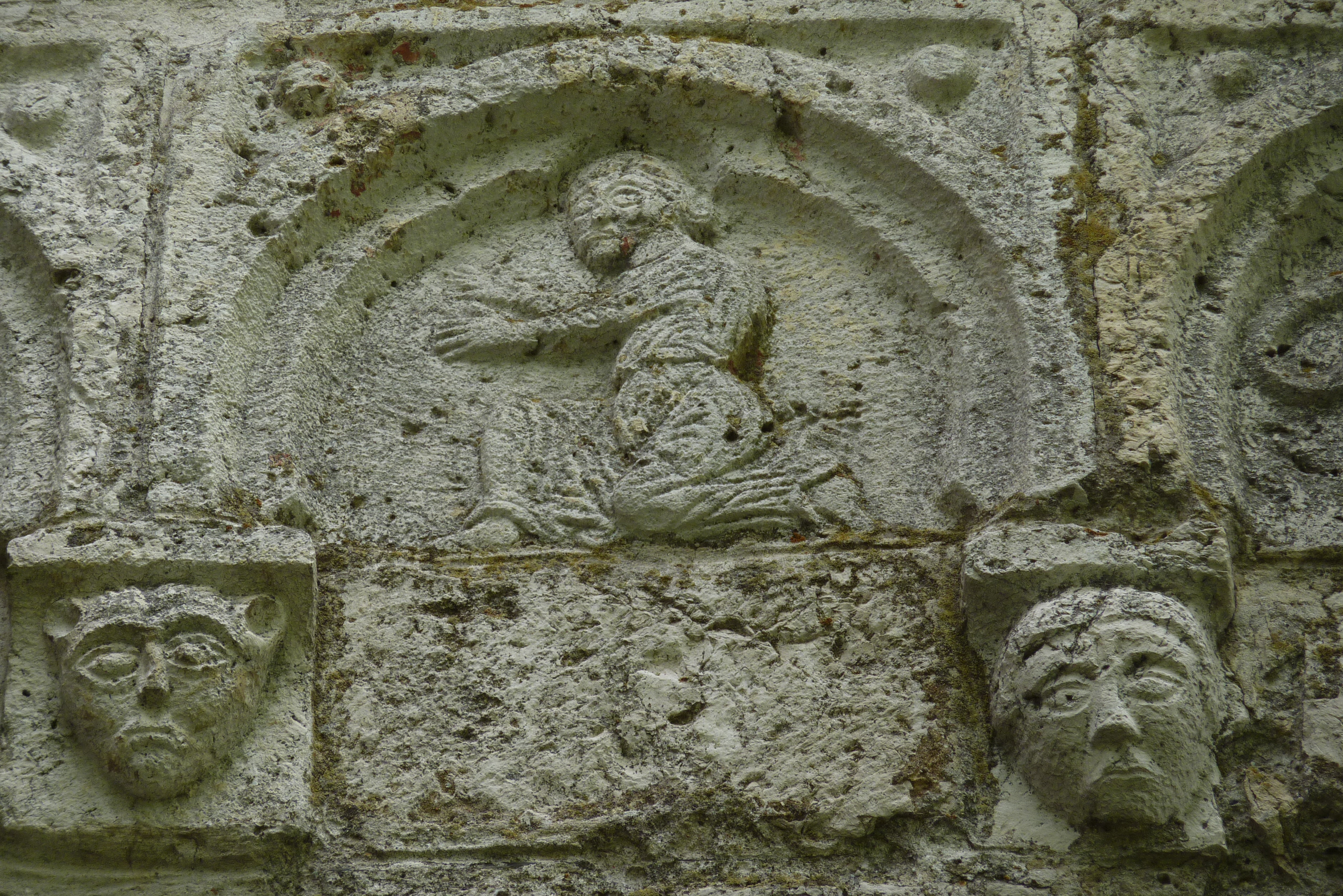

### Südportal

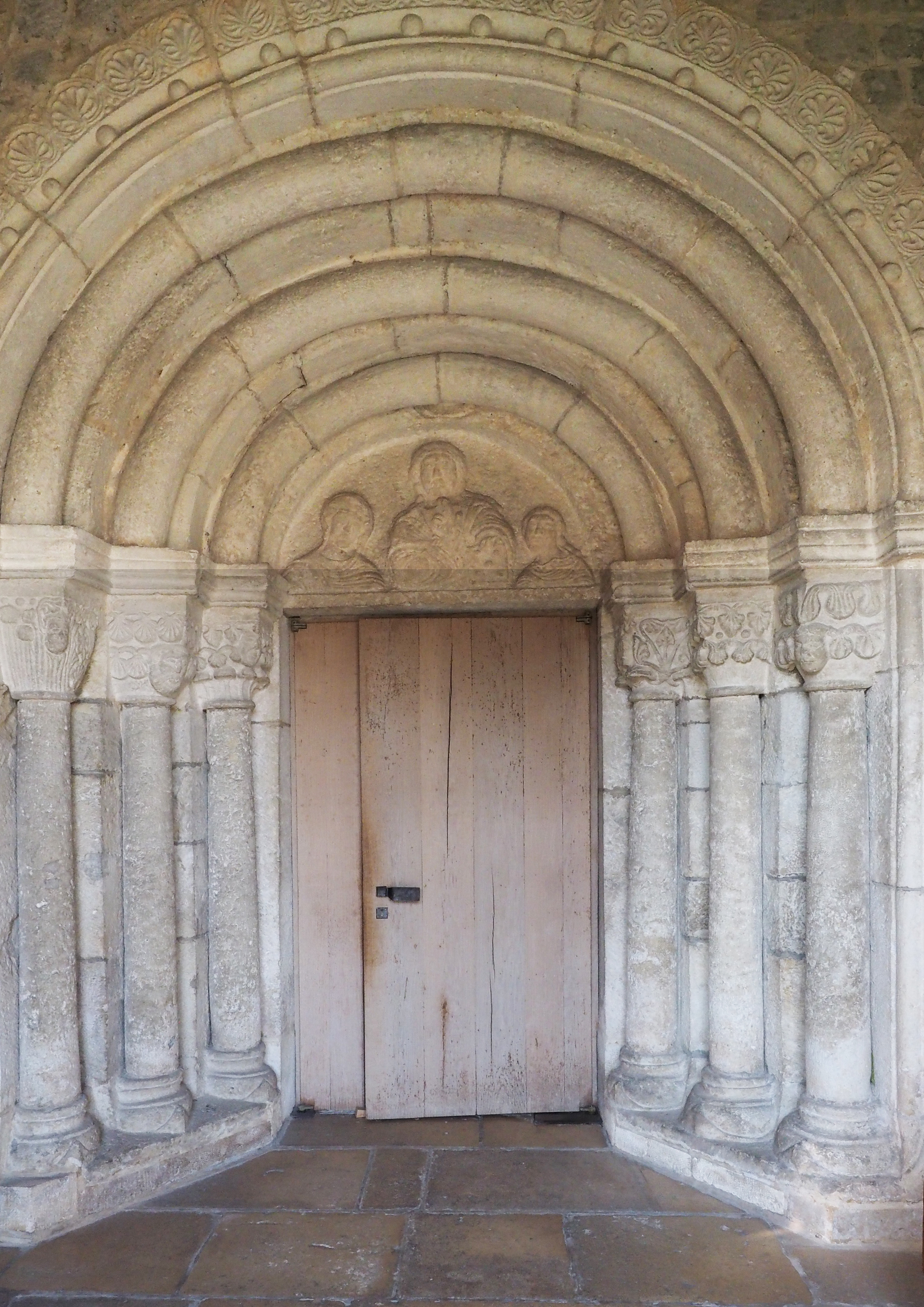
Südportal

Das Tympanon des Südportals wird der Bauphase der Pfeilerbasilika zugerechnet und in die Zeit um 1180/90 datiert. In der Mitte wird der segnende Christus dargestellt, rechts von ihm Maria und zu seiner Linken Johannes der Täufer. Es ist grober gearbeitet als die Säulenkapitelle des Portals, die um 1230/40 entstanden sind. 
Das Portal wird auf beiden Seiten von je drei mit Kapitellen verzierten Dreiviertelsäulen umgeben. Es wird von Archivolten gerahmt, die mit Rundstäben verziert sind. In die äußere Archivolte ist ein Palmettenfries eingemeißelt. Die Kapitelle sind mit stilisierten Blättern und menschlichen Köpfen skulptiert.

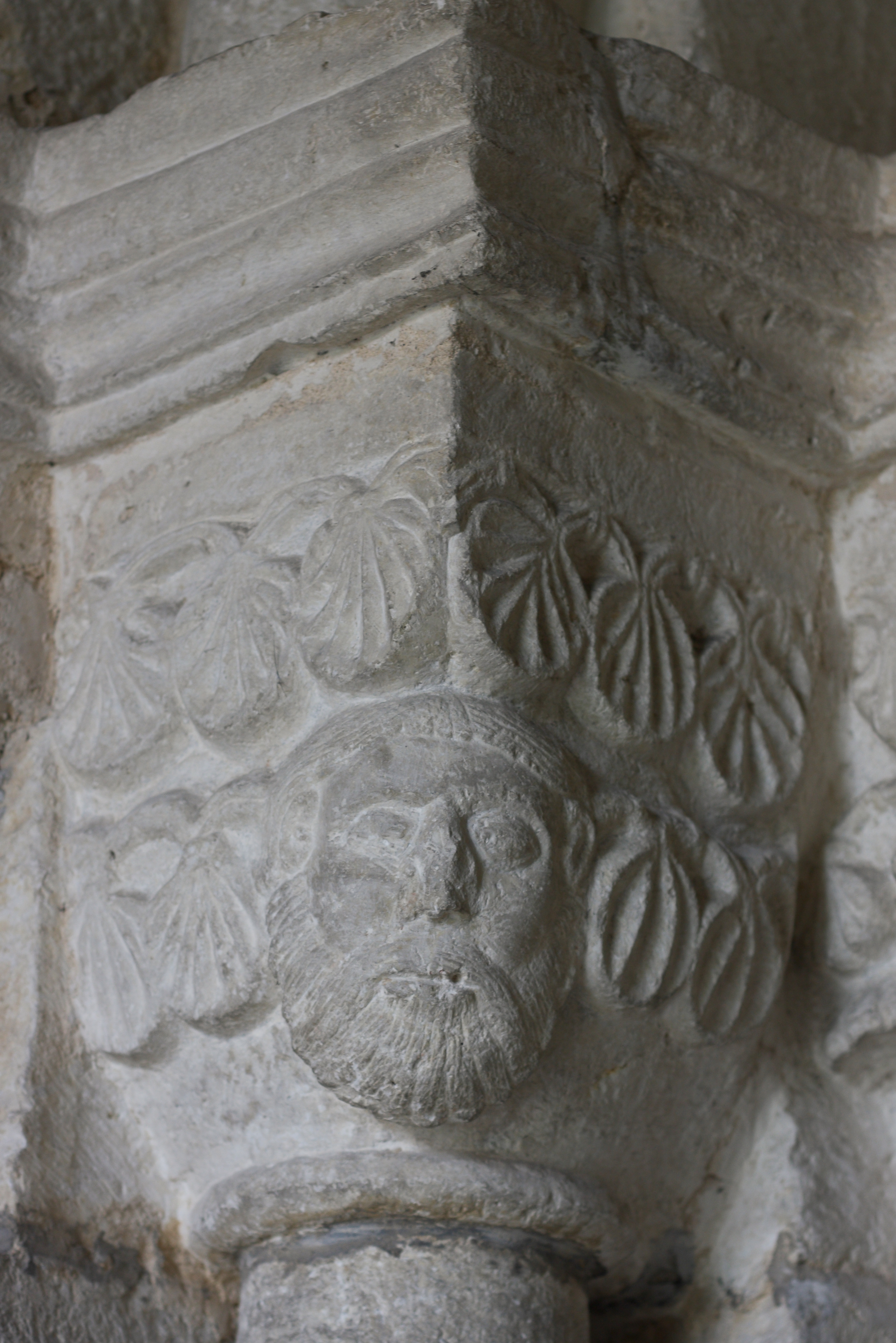
Mittleres Kapitell der linken Seite
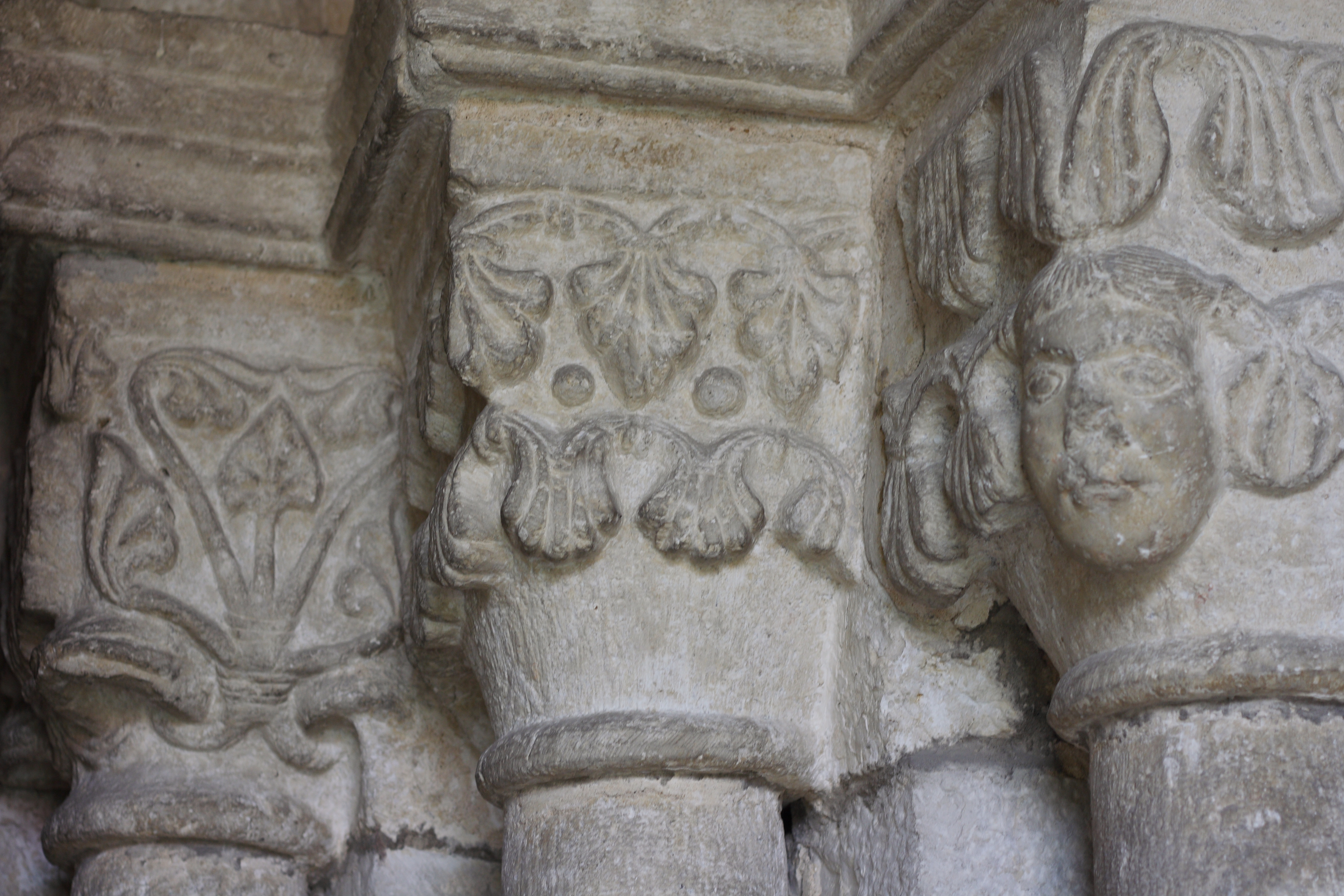
Kapitelle der rechten Seite
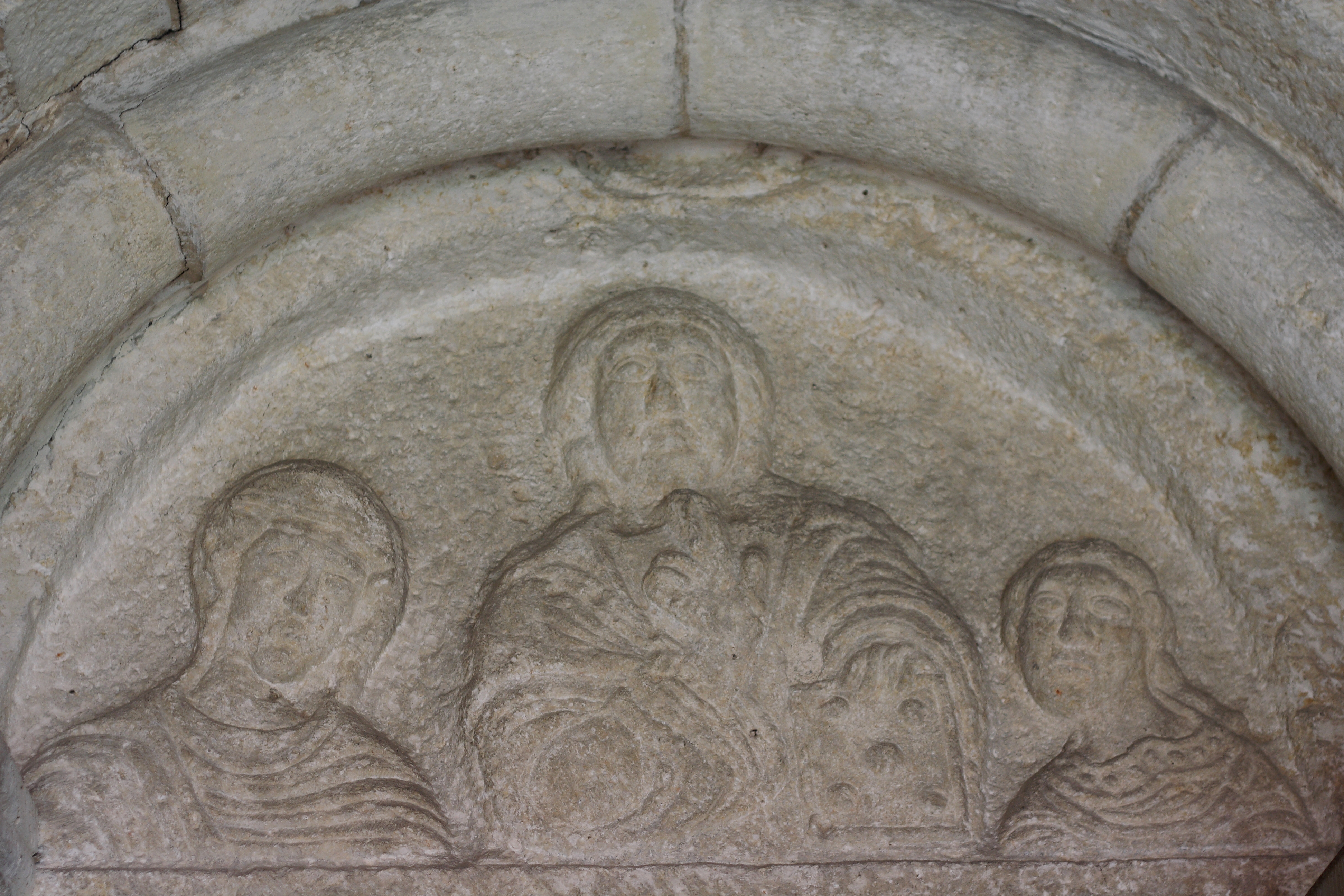
Tympanon
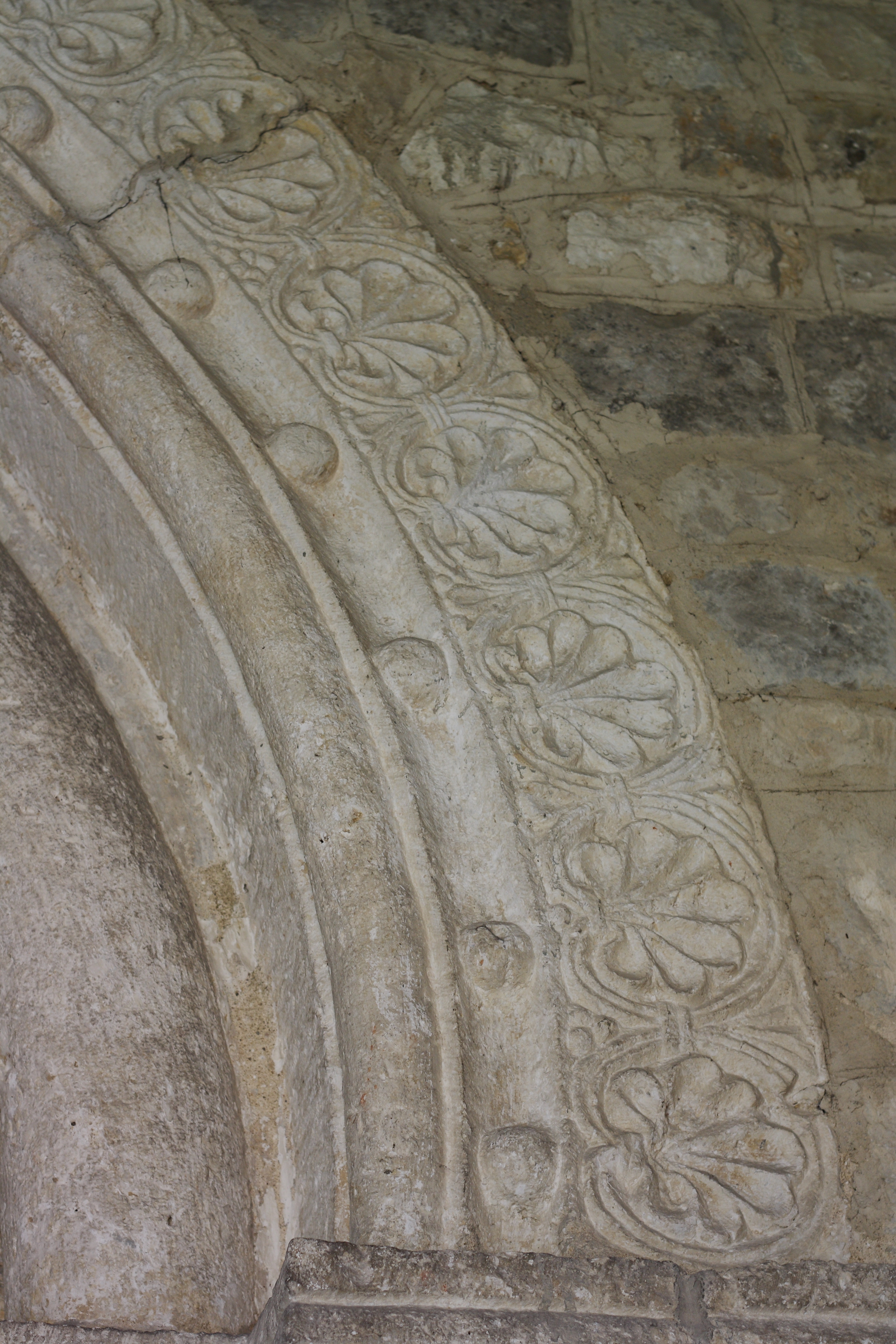
Archivolte mit Palmettenfries

### Innenraum

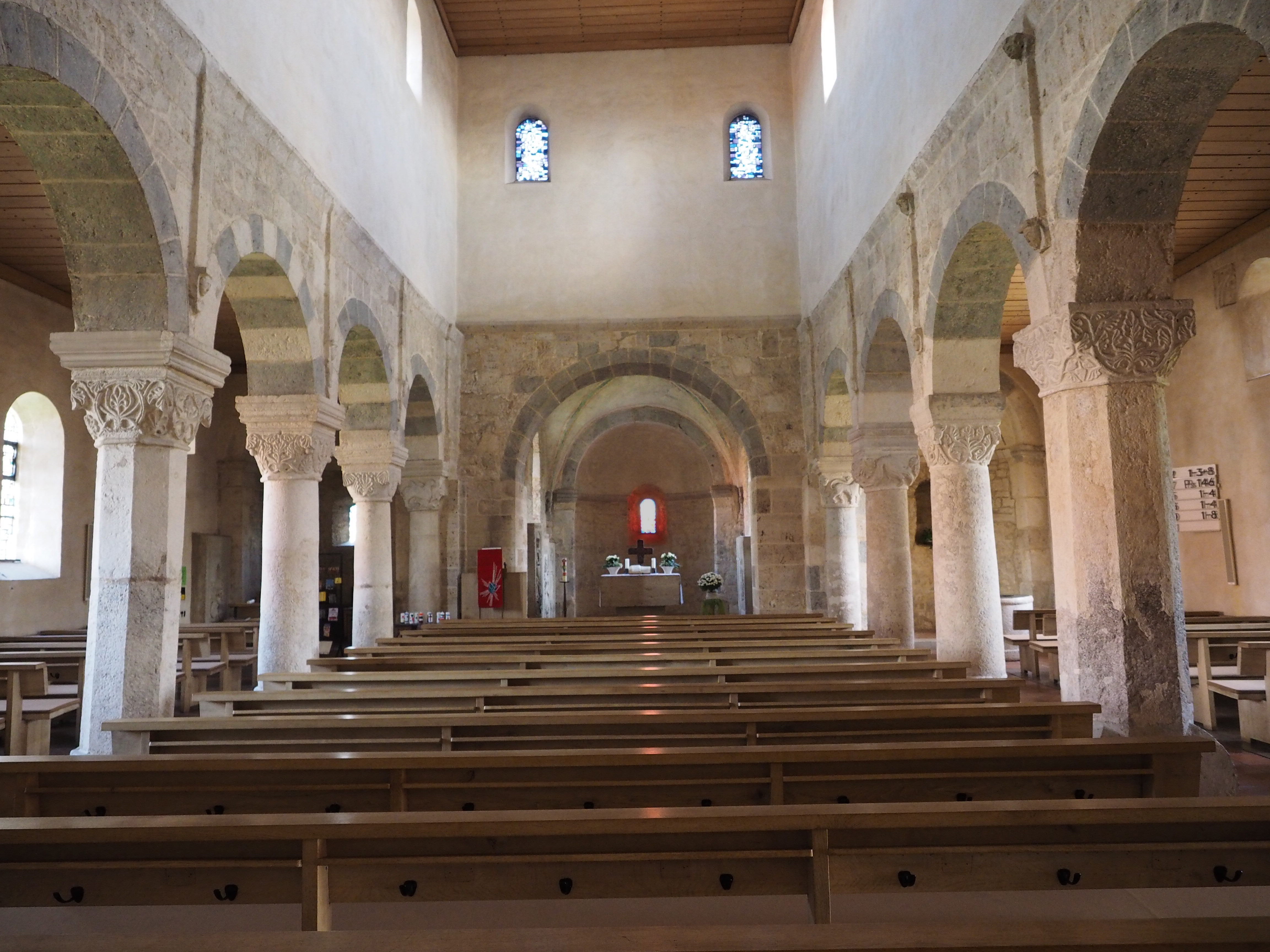
Innenraum

Die Kirche ist als dreischiffige Basilika angelegt. Das Langhaus erstreckt sich über fünf Joche und ist mit einer flachen Holzdecke gedeckt. Die Seitenschiffe münden wie der kreuzgratgewölbte Chor in halbrunde Apsiden. Fünf Rundbogenarkaden trennen auf beiden Seiten das Hauptschiff von den schmaleren Nebenschiffen. Sie ruhen – mit Ausnahme der beiden Achtkantpfeiler – auf Säulen mit kunstvoll skulptierten Kapitellen, die mit Blatt- und Rankenwerk oder Tiermotiven verziert sind.

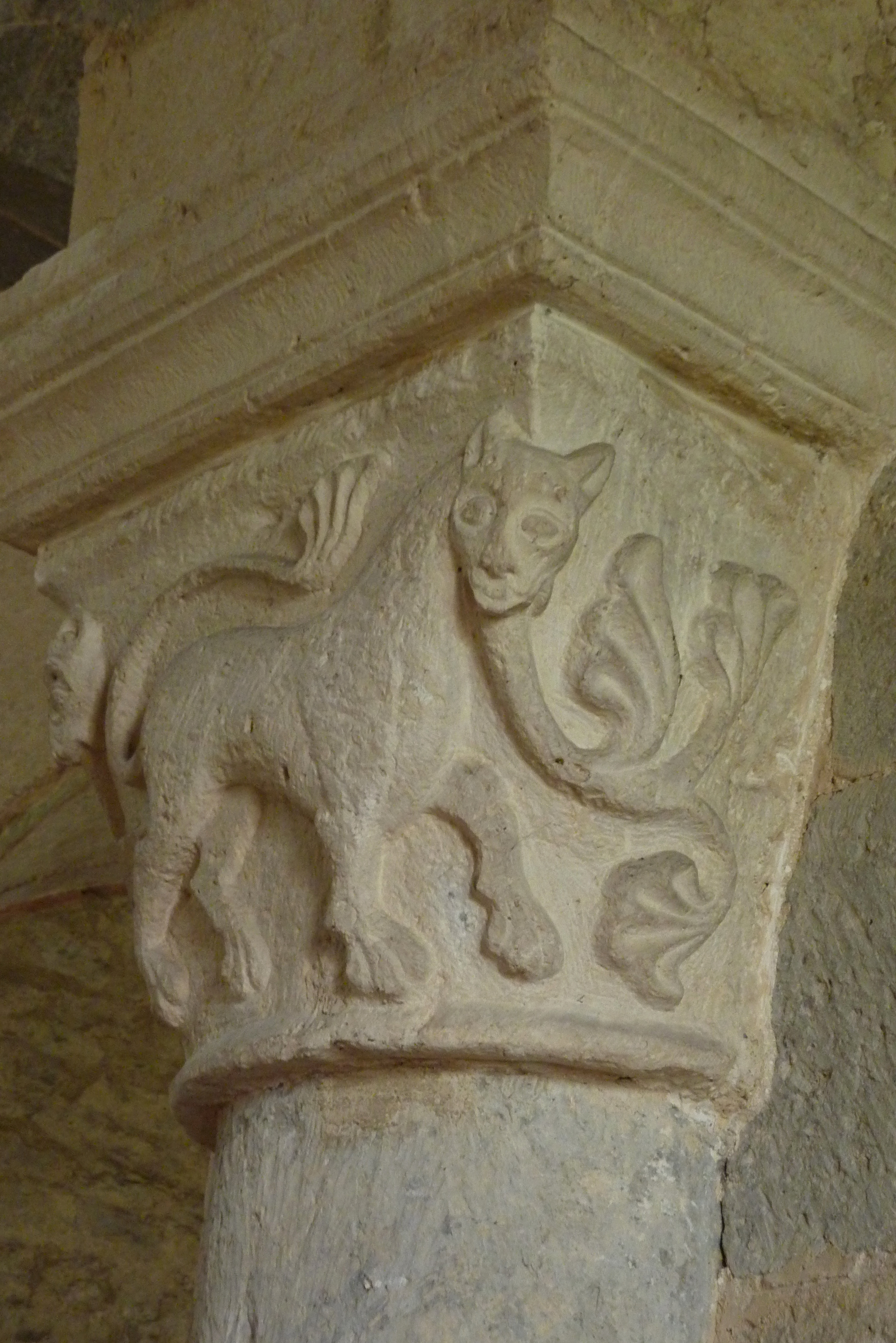
Kapitell mit Tierdarstellung
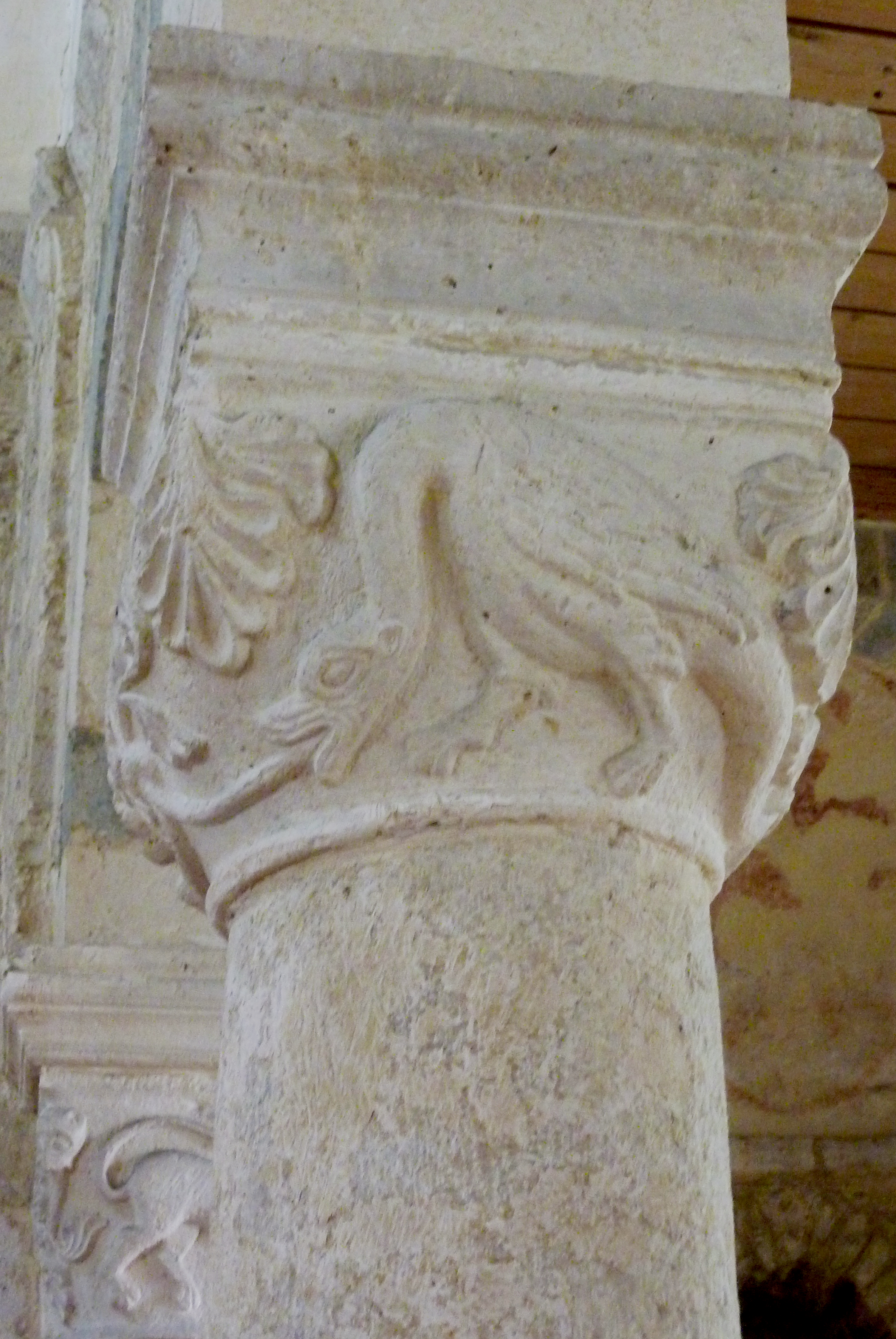
Kapitell mit Tierdarstellung
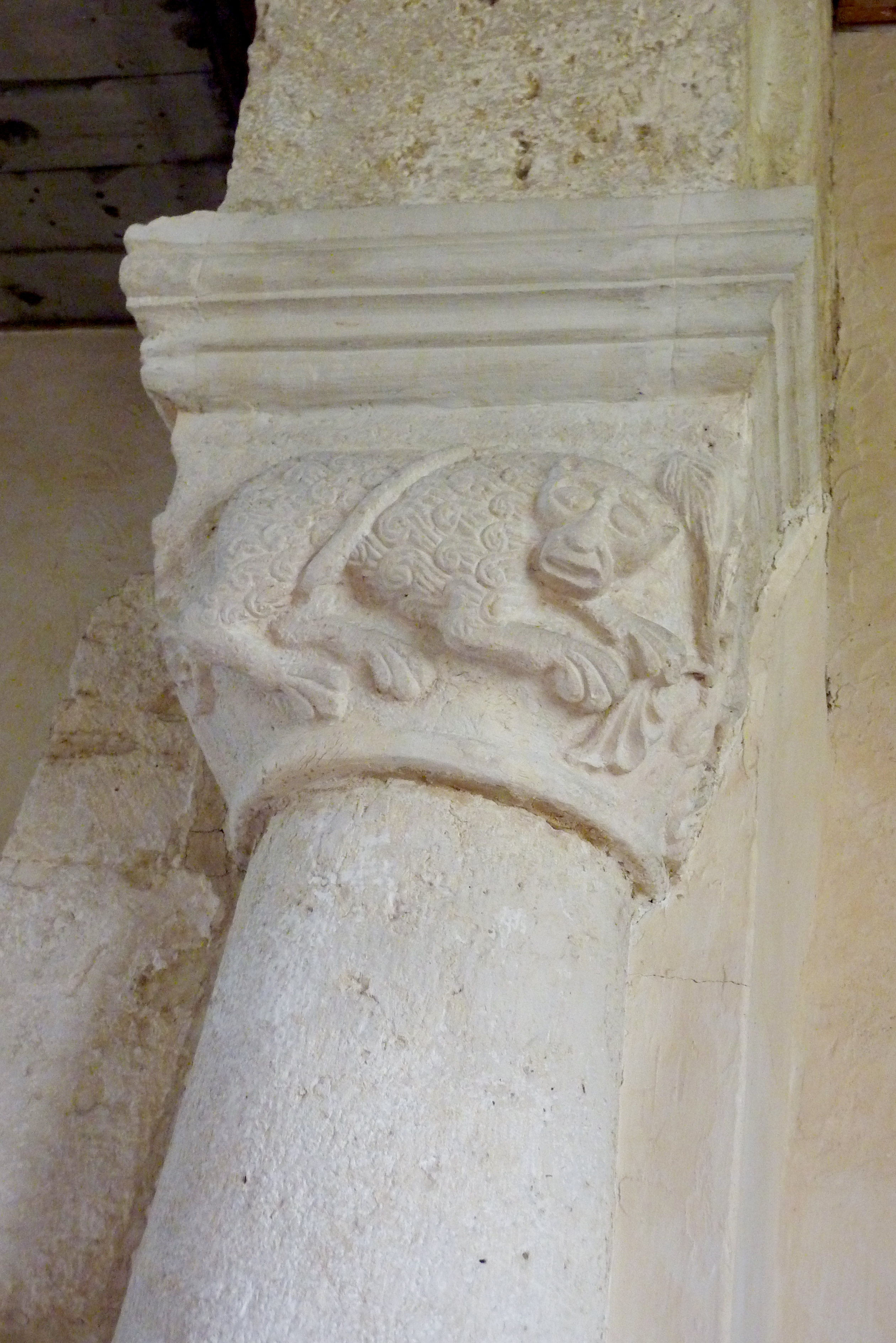
Kapitell mit Tierdarstellung
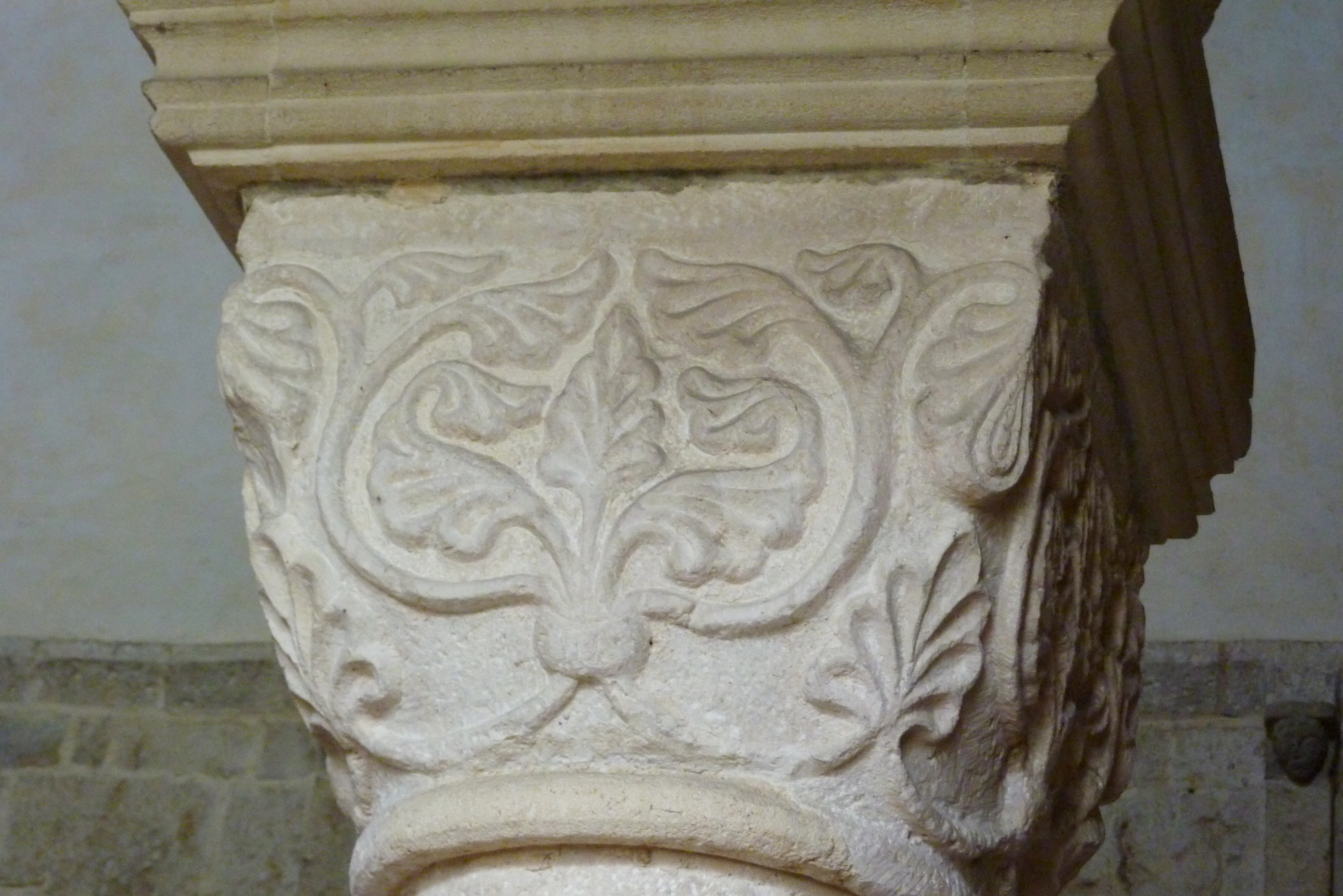
Kapitell mit stilisiertem Blattwerk

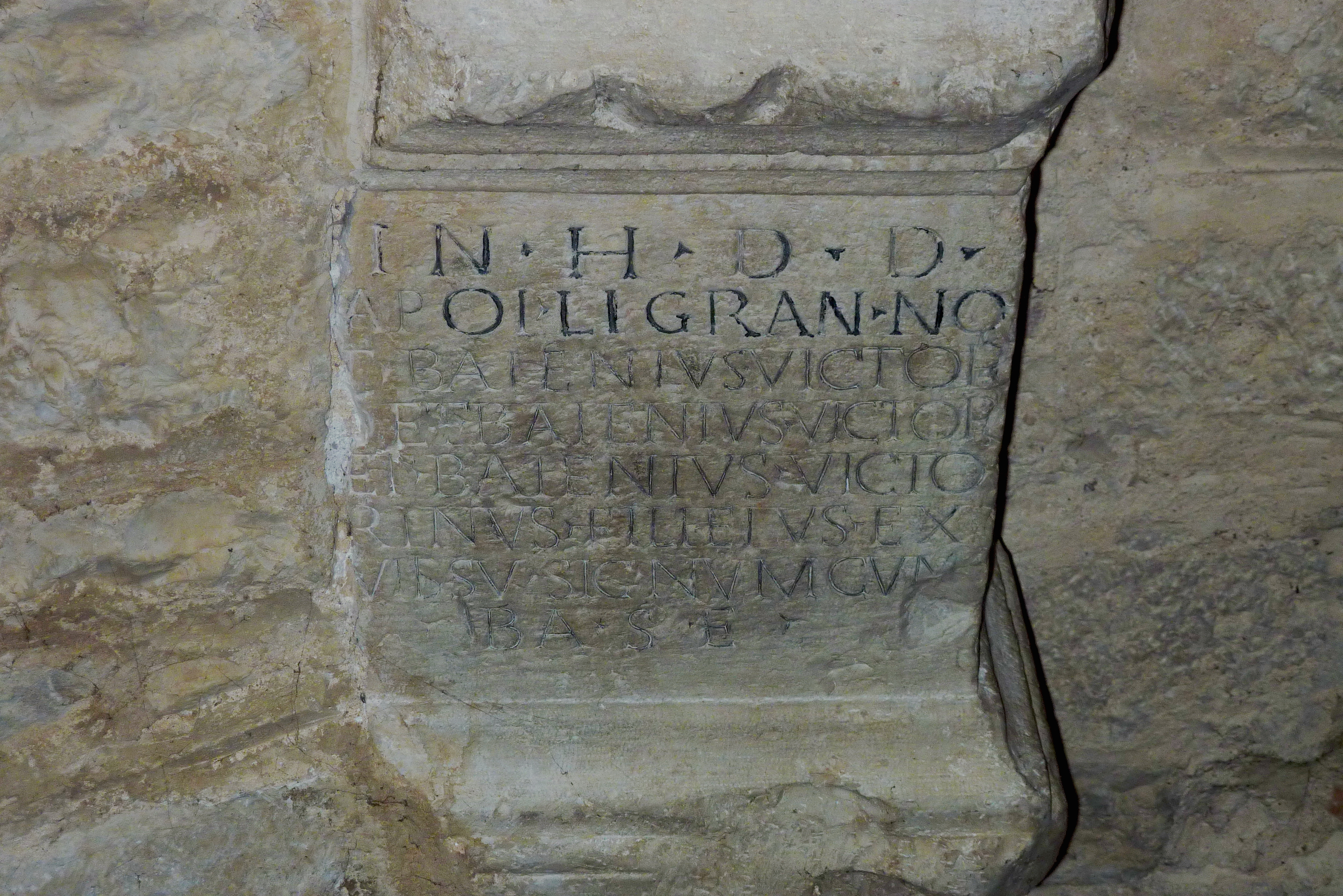
Wiederverwendeter Altar mit Weihinschrift

In der südlichen Seitenapsis ist am Ansatz des linken Apsisbogens ein römischer Altar mit einer Weihinschrift verbaut. Diese auf den Kopf gestellte Weihinschrift ist dem gallorömischen Gott Apollo Grannus gewidmet, dem der Apollo-Grannus-Tempel im nahegelegenen Faimingen geweiht war.

## Wand- und Deckenmalerei
Auf der Apsiskalotte der südlichen Seitenapsis sind die verblassten Reste einer Darstellung Christi als Weltenrichter in einer Mandorla aus der Zeit um 1240 zu erkennen.
Auf dem Kreuzgratgewölbe des Chores sind gotische Malereien aus dem 15. Jahrhundert erhalten. Auf dem Gewölbescheitel ist das Schweißtuch der Veronika mit dem Antlitz Jesu dargestellt, umgeben von Engelsfiguren.

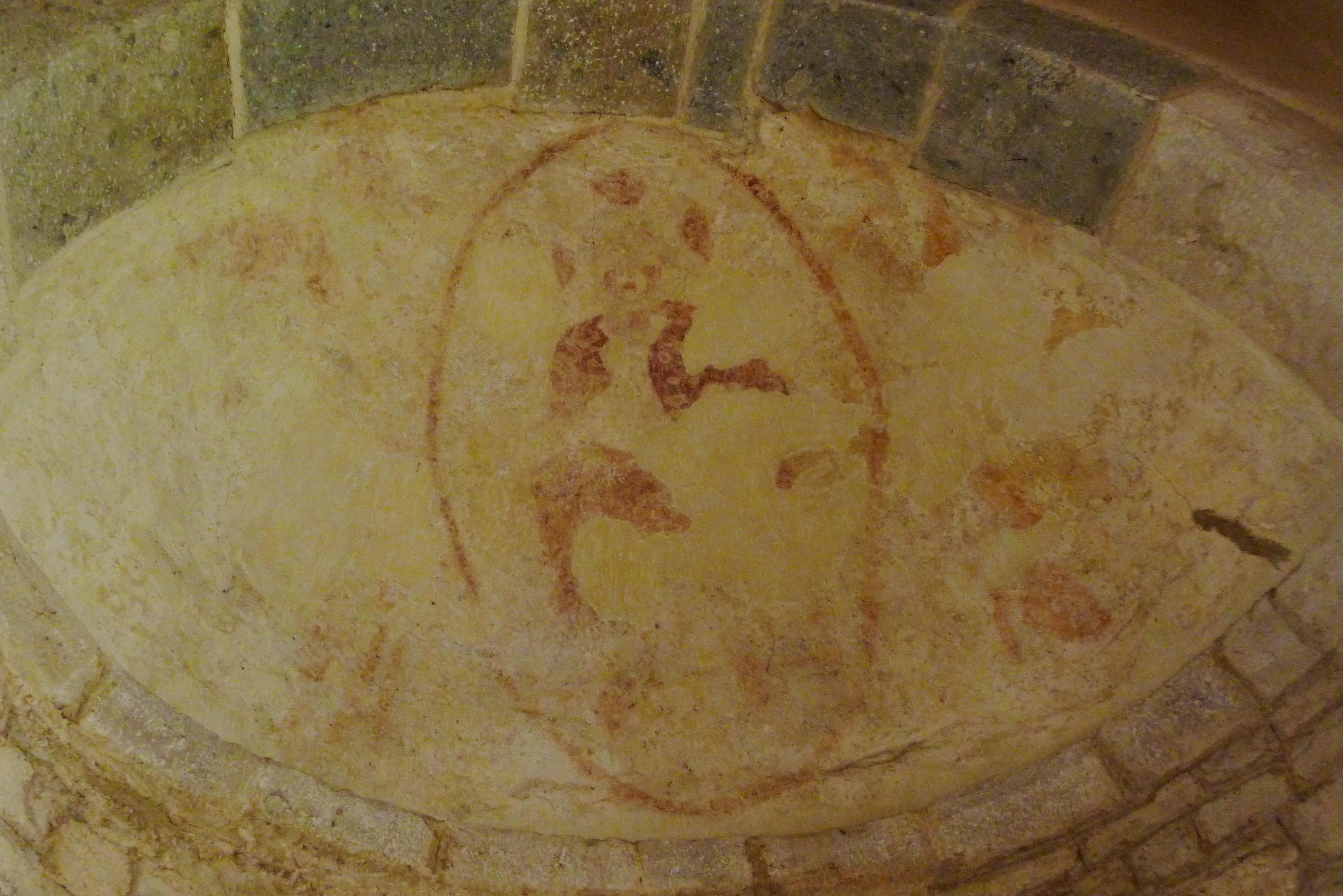
Christus in der Mandorla
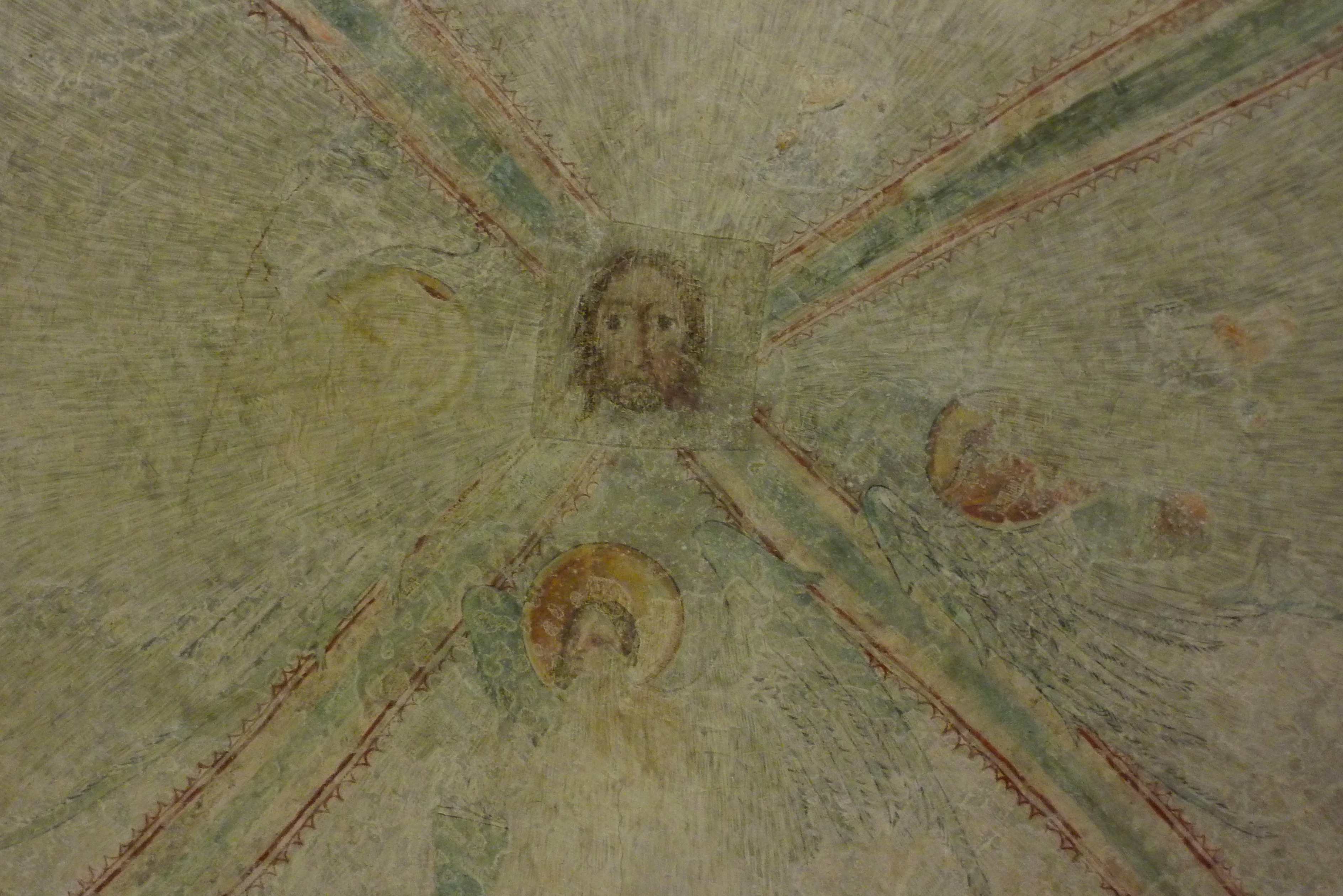
Schweißtuch der Veronika

## Ausstattung

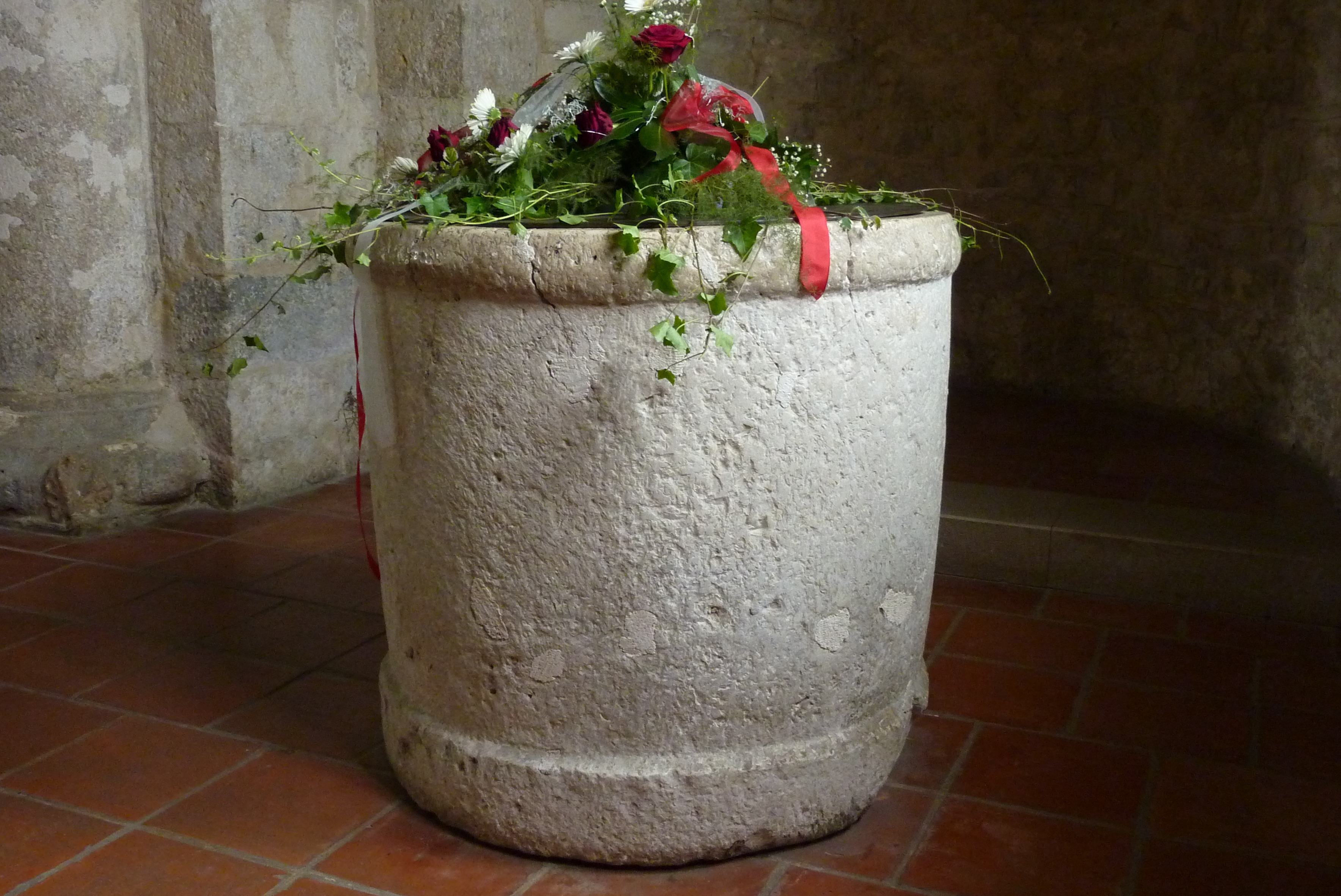
Romanisches Taufbecken

- Grabmal des Ritters Diebold Güss von Güssenberg, um 1480, an der Nordwand des Chores
- Grabmal der Agnes Güss von Güssenberg, um 1590, an der Nordwand des Chores
- Romanisches Taufbecken von 1180

## Orgel

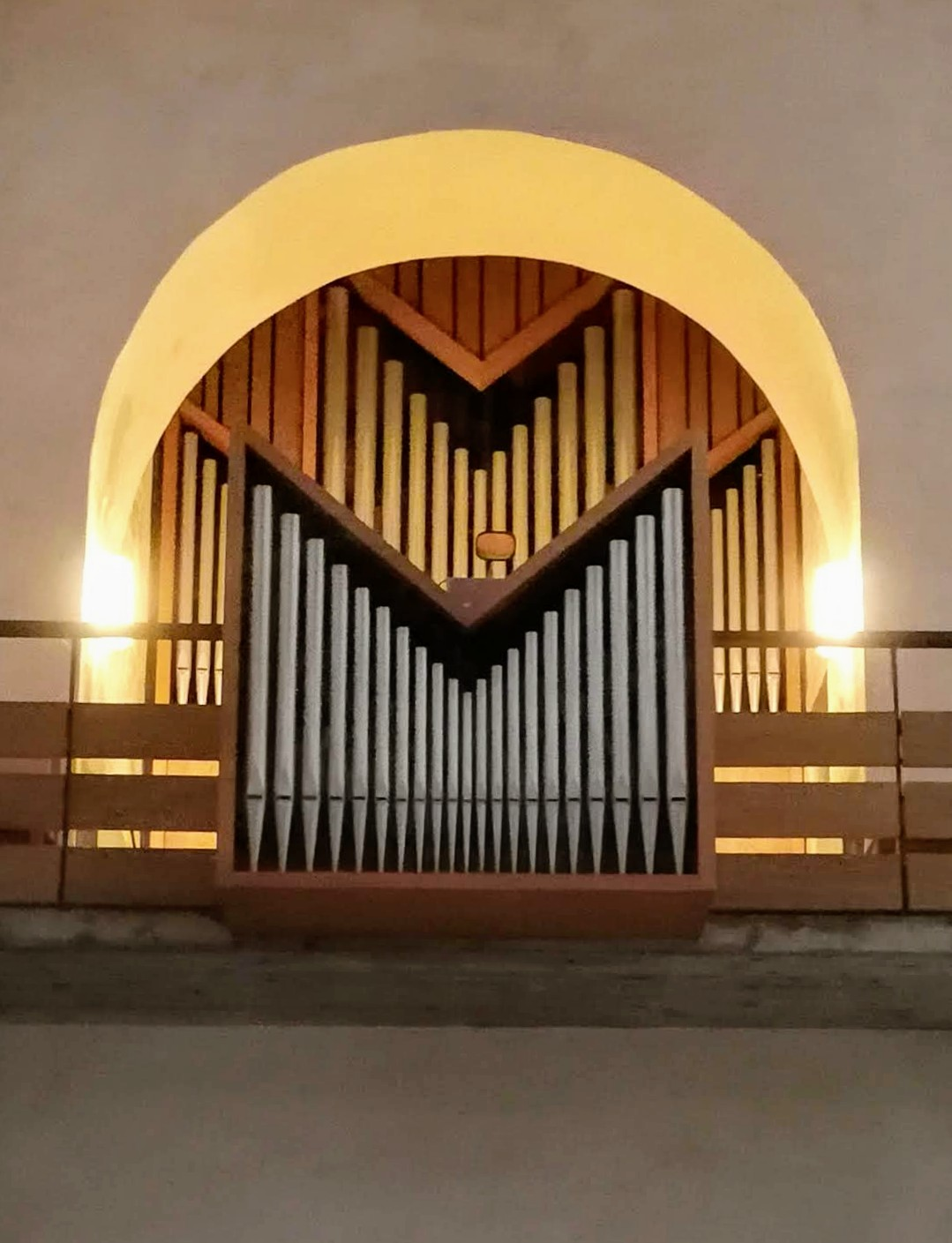
Prospekt

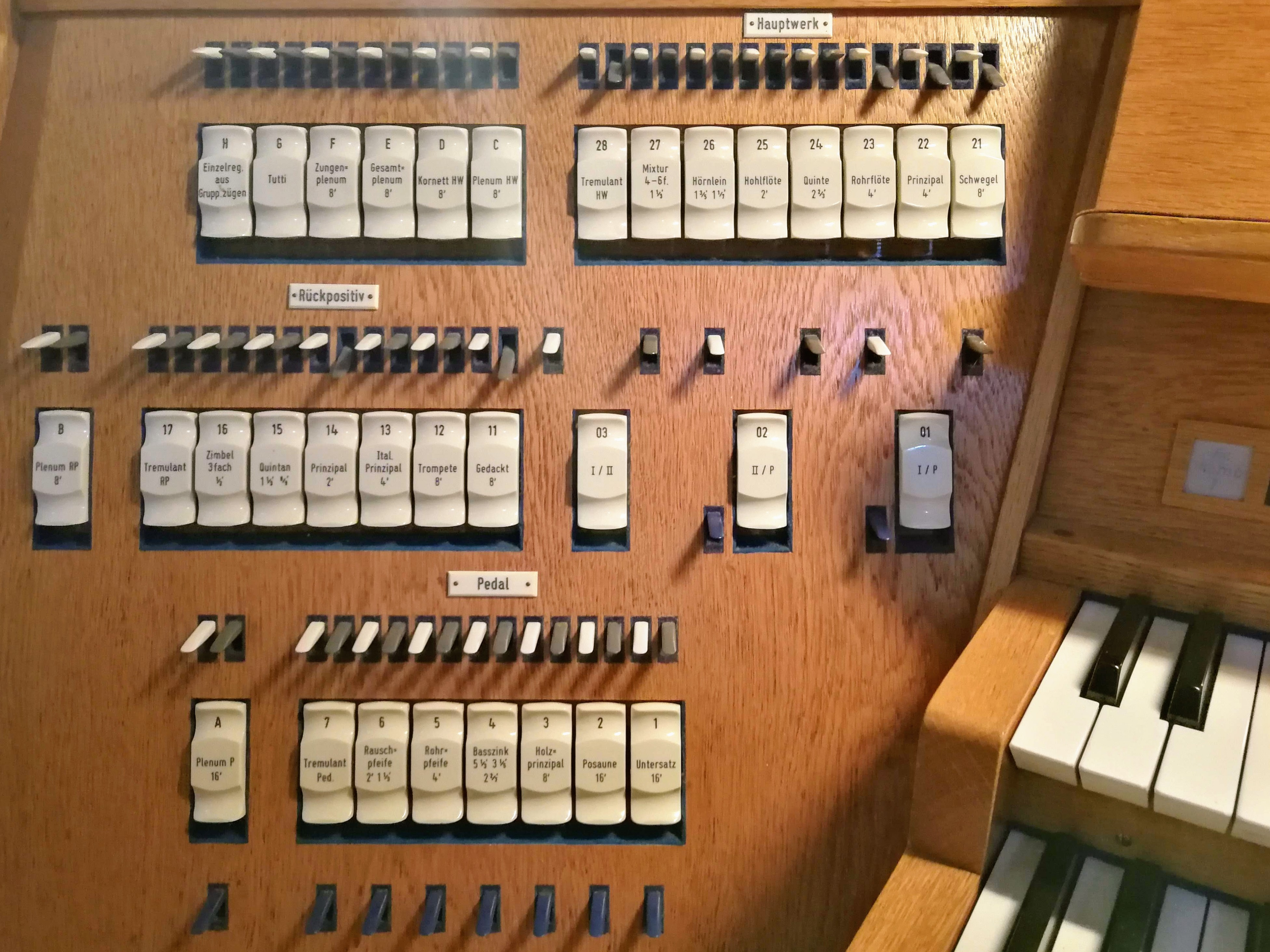
Spieltischdetail

Die gegenwärtige Orgel der Galluskirche von der Firma Gebr. Link, Orgelbaumeister wurde als Abschluss einer grundlegenden Renovierung am 25. Juni 1967 eingeweiht. Ihre Disposition, Mensuration und Prospektgestaltung wurde von Helmut Bornefeld entworfen.
Das Instrument ersetzt ein auf der um die Wende zum 20. Jahrhundert errichteten, inzwischen abgerissenen Ostempore über dem Altarraum untergebrachtes romantisches Werk und findet auf einer neuerstellten Betonempore im Westen sowie im Raum dahinter Platz. Es gehört zu den 30 unter Denkmalschutz gestellten Orgeln ihres Schöpfers im Bereich der Evangelischen Landeskirche in Württemberg.
Die Orgel verfügt über 19 Register auf 2 Manualen und Pedal. Ihre Spieltraktur ist mechanisch, die Registertraktur elektrisch. Sie hat die folgende Disposition:
| I Rückpositiv C–g3 |                          |            |
| 1.                 | Gedackt                  | 8′         |
| 2.                 | Italienischer Prinzipal0 | 4′         |
| 3.                 | Prinzipal                | 2′         |
| 4.                 | Quintan II               | 1 ⁄3′+8⁄9′ |
| 5.                 | Zimbel III               | 1⁄3′       |
| 6.                 | Trompete                 | 8′         |
|                    | Tremulant                |            |

| II Hauptwerk C–g3 |               |              |
| 7.                | Schwegel      | 8′           |
| 8.                | Prinzipal     | 4′           |
| 9.                | Rohrflöte     | 4′           |
| 10.               | Quinte        | 2 ⁄3′        |
| 11.               | Hohlflöte     | 2′           |
| 12.               | Hörnlein II   | 1 3⁄5′+1 ⁄7′ |
| 13.               | Mixtur IV–VI0 | 1 ⁄3′        |
|                   | Tremulant     |              |

| Pedal C–f1 |                  |                     |
| 14.        | Untersatz        | 16′                 |
| 15.        | Holzprinzipal    | 8′                  |
| 16.        | Rohrpfeife       | 4′                  |
| 17.        | Basszink III     | 5 1⁄3′+3 1⁄5′+2 ⁄7′ |
| 18.        | Rauschpfeife II0 | 2′+1 ⁄3′            |
| 19.        | Posaune          | 16′                 |
|            | Tremulant        |                     |

- Koppeln: Normalkoppeln I/II, I/P, II/P
- Spielhilfen:
  - 2 freie Kombinationen, 1 freie Pedalkombination
  - 8 Gruppenzüge (Plenum P 16′, Plenum RP 8′, Plenum HW 8′, Kornett HW 8′, Gesamtplenum 8′, Zungenplenum 8′, Tutti, Einzelregister aus Gruppenzügen)